# Anni 30
Gli anni 30 sono il decennio che comprende gli anni dal 30 al 39 inclusi.

## Personaggi
- A Gerusalemme, tra il 29 e il 33 muore Gesù, il figlio di Dio, la figura centrale del Cristianesimo.
- Italia – 37 Morte di Tiberio, imperatore romano. Sale al trono Caligola.